# Reședința de stat Ala Archa
Reședința de stat Ala Archa (în kîrgîză „Ала-Арча” мамлекеттик резиденциясы, în rusă государственная резиденция «Ала-Арча», transliterat: gosudarstvennaia rezidențiia «Ala-Arcea» ) este o reședință prezidențială oficială din Bișkek, Kârgâzstan. Este locuința oficială actuală a președintelui Kârgâzstanului⁠(d) Sadâr Japarov.

## Scop
Reședința de stat are scopul de a furniza servicii rezidențiale, sociale, tehnice și materiale pentru președintele Republicii Kârgâze⁠(en)[traduceți] și membrii familiei acestuia, precum și de a servi ca spațiu principal pentru evenimentele oficiale organizate de președinte, prim-ministru și președintele Consiliului Suprem⁠(d). Multe întâlniri la nivel înalt care au avut loc la Bișkek au fost organizate în această reședință, cum ar fi summit-ul CSI din 2008. Președinții în exercițiu au dreptul de a locui în această reședință în timpul mandatului lor. De asemenea, reședința găzduiește o serie de evenimente culturale și oferă servicii hoteliere pentru persoane de rang înalt. Spațiile hoteliere includ iurte tradiționale, o sală de biliard și un centru de afaceri.

## Spațiul reședinței
În toamna anului 2018 au fost realizate o serie de renovări la scară largă în întreaga reședință de stat, după trecerea a 10 ani de la cele precedente. Renovările au fost finalizate până la summitul Organizației pentru Cooperare de la Shanghai care a avut loc în iunie 2019 la Bișkek.

### Pavilionul exterior
Atunci când Sooronbay Jeenbekov⁠(d) l-a întâmpinat pe președintele rus Vladimir Putin la Bișkek în martie 2019, a fost construit un nou pavilion de marmură, ca parte a activităților de renovare a spațiului din afara reședinței, pentru a oferi un loc sigur către care Garda Națională⁠(d) să prezinte onorul. Poreclit „mândria Kârgâzstanului”, el este realizat din marmură de Issyk-Kul și are o lungime de 43 de metri, o lățime de 22 metri și o înălțime de 7,20 metri.

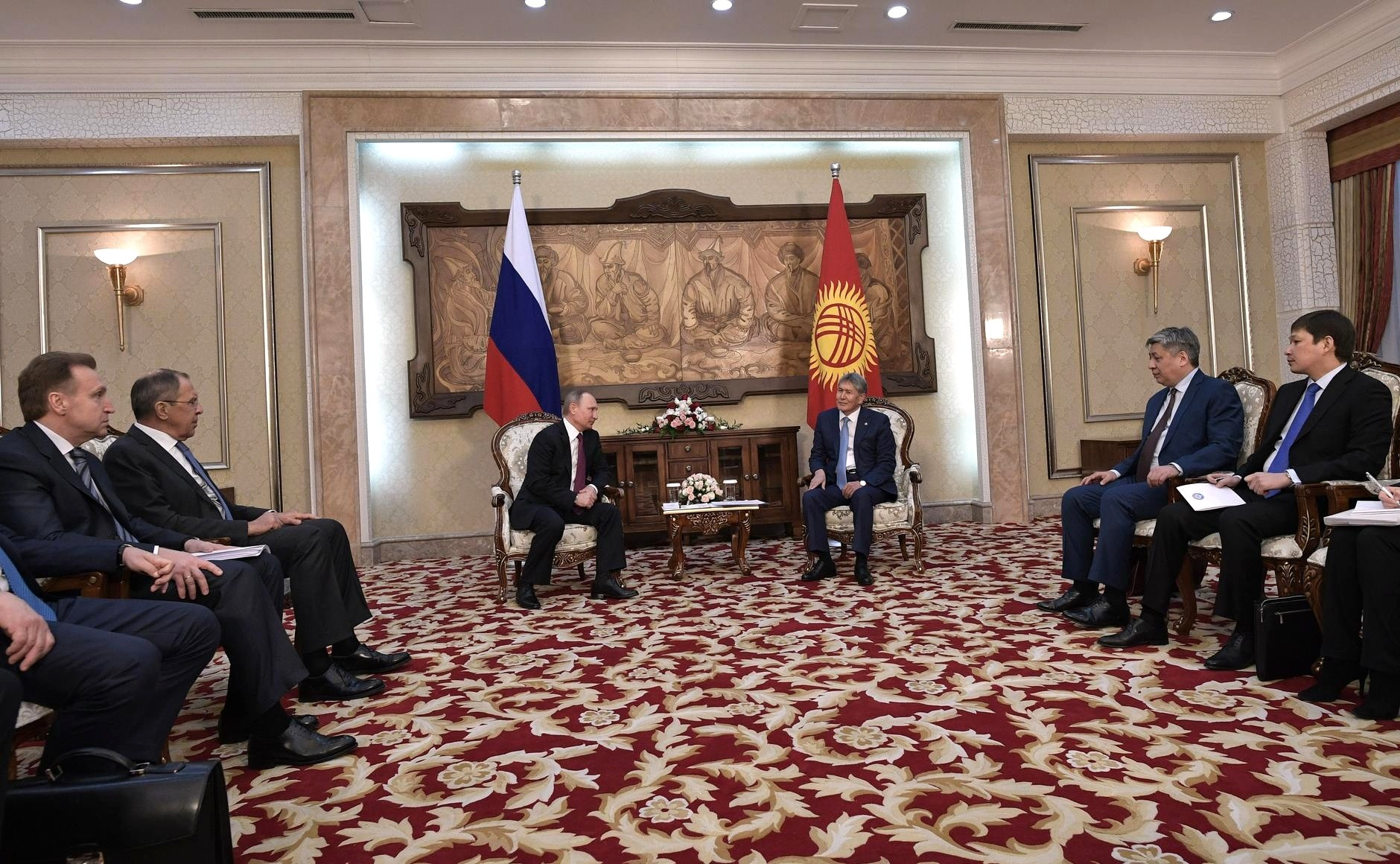
Sala de ședințe Aksakal.

### Casa de primire Enesay
Casa de recepție Enesay este construită sub forma unei iurte etnice kârgâze. Această clădire a găzduit mai multe evenimente, cum ar fi Inaugurarea mandatului de președinte al lui Sooronbay Jeenbekov⁠(d) în 2017.

### Zona rezidențială
În jurul clădirii principale se află, de asemenea, aproape 20 de alte iurte și clădiri rezidențiale care au fost construite în 1974, printre care Casa Ordo (reședința fostului președinte Sooronbay Jeenbekov⁠(d)) și Dacea de stat nr. 17 (reședința fostului președinte Almazbek Atambayev⁠(d)).

### Săli de Congres
- Sala mare de conferințe
- Sala mică de conferințe
- Centrul de presă
- Sala de banchet
- Sala de ședințe Aksakal[12]

### Restaurant
Ala-Archa-4, cunoscut și sub numele de restaurantul Sala de Aur, este cea mai veche clădire de pe teritoriul reședinței, fiind construită în anii 1950. Este folosită în timpul cinelor de stat cu delegații străine și oaspeți străini. A fost renovată în anul 2018, deoarece nu mai fusese renovată din 1998.